# Trotamundos de Carabobo
I Trotamundos de Carabobo sono una squadra venezuelana di pallacanestro.
Fondato nel 1984, il club ha sede nella città venezuelana di Valencia. L'impianto in cui disputa le proprie gare interne è il Forum de Valencia, che ha una capacità massima di circa 10.000 spettatori.
È l'unica squadra del Venezuela ad aver alzato un trofeo cestistico internazionale, grazie alle tre vittorie ottenute nel campionato sudamericano per club. In campo nazionale, ha vinto invece otto scudetti.

## Palmarès
- Campionati venezuelani: 8

1986, 1987, 1988, 1989, 1994, 1999, 2002, 2006
- Campeonato Sudamericano de Clubes: 3

1987, 1988, 2000